# Piratas vascos

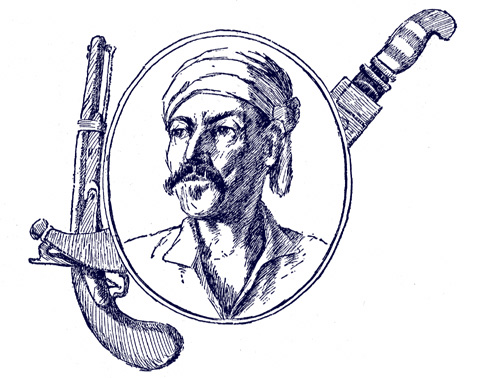
Imagen del pirata vasco Jean Lafitte.

Existen registros de piratas vascos desde el siglo XIV. Existe ya una referencia que atestigua la existencia de piratas vascos de Bayona en 1303-1304 por parte del cronista florentino Giovanni Villani. En el siglo XV la piratería vasca pasa al Mediterráneo apareciendo personajes como los vizcaínos Antón de Garay y Pedro de Larraondo que a comienzos del siglo XV asaltaron mercantes, práctica por la que fueron ejecutados. También son conocidos los nombres de Fortunato de Zarauz, Pero Pallá, Sancho de Buitrón y Pedro de Bayona.

## Historia
Laburdi tenía en 1635 alrededor de 4500 marinos. A la disminución del auge de la pesca ballenera en el siglo XVII correspondió el florecimiento de las pesquerías bacaladeras. A comienzos del siglo un ballenero laburdino perdido descubrió las islas Spitzberg donde consiguió abundante pesca hasta tal punto que San Juan de Luz se organizó, desde 1613, para ejercer esta industria. Pero ingleses y holandeses comienzan por esas fechas a perturbar el monopolio vasco del aceite de ballena. Se atribuye a F. Sopite, de Ziburu, la invención de un método de fundir la grasa a bordo que tuvo gran difusión, lo cual aminoró el perjuicio de verse expulsados de las pesquerías que los laburdinos, como el resto de vascos costeros, habían establecido en Islandia, Groenlandia y Terranova.
El corso en la que Laburdi alcanzó fama internacional dando ocasión a que se le haya dado una etimología popular a su nombre (lapur-di: lugar de ladrones). El tratado de Utrech en 1713 y el de París de 1763 pusieron fin al comercio exterior salvo con las Antillas y Santo Domingo. A la actividad comercial legal sustituyó durante estos dos siglos un floreciente corso que prosiguió, incluso, después de la Revolución. Fue en 1903 cuando una comisión nombrada por el ministro de asuntos exteriores francés recibió el encargo de redactar la lista nominal de los "combatientes franceses que participaron entre 1778 y 1783, en la Guerra de Independencia Americana", basándose en los documentos conservados en los archivos nacionales y en los archivos del ministerio de la guerra. Se pueden leer los nombres de los marinos de esta región, y los de los inscritos en los acuartelamientos de Bayona y San Juan de Luz.

## Otros personajes de la piratería vasca

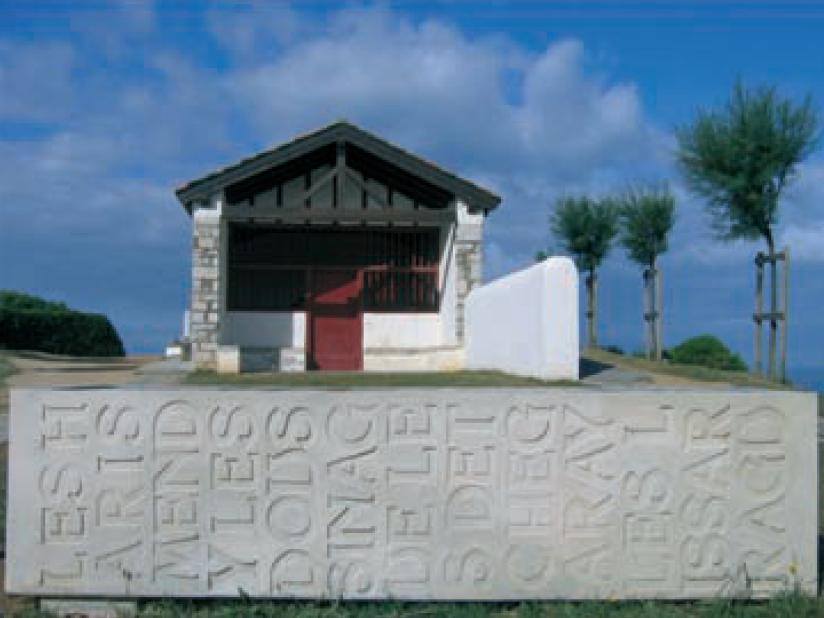
Monumento a los corsarios y navegantes vascos en Bidarte (Lapurdi)

- «Campanario». Pirata vasco del siglo XIV del que se desconoce su identidad, pero que aparece en multitud de narraciones orales.[1]
- Martín Ruiz de Avendaño. Noble y marino vizcaíno. Arribó a Lanzarote en 1377, manteniendo, según la leyenda, un romance con esposa del rey Zonzamas, que se llamaba Faina, y naciendo de ambos la princesa Ico.[3] Aunque estaba convocado en la expedición contra La Rochela con Pero Niño, no acudió a tiempo al combate.[1] Participó posteriormente con él en una expedición punitiva contra la piratería inglesa en 1405 al mando de cuarenta naos y tres galeras, arrasando las costas de Cornualles y llegando a saquear Greenwich y la isla de Wight.[4]
- Íñigo de Artieta, quien navegó en 1492 comandando la Armada de Vizcaya al servicio de los Reyes Católicos.[1]
- Juan Pérez de Casa
- Michel le basque
- Étienne Pellot Aspikoeta. Marino laburdino del siglo XVIII, nacido en Hendaya, de familia de marinos originaria de Biriatu, en 1765 y muerto en la misma localidad en 1856.
- Joannes de Suhigaraychipi, más conocido como Le Coursic.
- Los hermanos Jean y Pierre Lafitte
- Jean Dalbarade. Apodado Le Bayonnais que además de corsario ejerció de oficial de la marina y político en la Francia de entre los siglos XVIII y XIX. Varias proezas le hicieron avanzar en la jerarquía de la Royal Navy y fue nombrado Caballero de la Orden de San Luis 11 de agosto de 1787.
- Dominique Doussinague. De Bidarte. Descendiente de familia con tradición marítima, luchó en La Guerra de la Independencia Americana entre 1778 y 1783 en el navío "Le Zélé". Fue capitán de los buques corsarios La Diligente y El Almirante, ambos armados en Bayona.[5]
- Louis Harismendy. De Bidarte. Marino de oficio, cayó bajo las redes de Suhigaraychipi quien lo convenció para dedicarse a la piratería. Participó en la célebre expedición pirata que protagonizaron cuatro fragatas bayonesas en Groenlandia que desvalijaron a los holandeses.
- Jon de Moya.
- Michel de Licona.
- Iñigo de Larrea.
- Fermín Mundaca